# Landluft – Verein zur Förderung der Baukultur in ländlichen Räumen
LandLuft – Verein zur Förderung der Baukultur in ländlichen  Räumen setzt sich seit 1999 in Österreich für die Förderung von Baukultur in ländlichen Räumen ein und versteht sie als Katalysator und Dynamo für kommunale Projekte. Mit Vernetzungs- und Weiterbildungsangeboten für kommunale Entscheidungsträger, in Forschungs- und Beratungsprojekten, vor allem aber durch die Präsentation vorbildlicher Baukulturgemeinden zeigt LandLuft auf, wie Kommunen ihre ohnehin begrenzten Mittel in intelligente und nachhaltige Projekte investieren können. Mit einer Wanderausstellung, einer Filmdokumentation, Exkursionen, in Vorträgen und bei verschiedenen Veranstaltungen stellt LandLuft die baukulturellen Erfolgsrezepte jener Gemeinden vor, die im Rahmen des LandLuft Baukulturgemeinde-Preis ausgezeichnet oder im Rahmen von Forschungsprojekten dokumentiert und unterstützt wurden.

## Baukulturgemeinde-Preis
Seit 2009 setzt LandLuft auf die Vorbildwirkung herausragender Gemeinden in Sachen Baukultur. Die Grundlage dafür liefert der alle 4–5 Jahre verliehene Baukulturgemeinde-Preis. Im Zentrum stehen dabei aktive und engagierte Menschen, die Vordenker als Motoren für Weiterentwicklung. Sie sind die wahren Garanten für funktionierende Zukunftsprozesse am Land. Durch den Baukulturgemeinde-Preis werden Strategien und Kümmerer dieser Pionierorte vor den Vorhang geholt. Die Erkenntnisse werden in einer Wanderausstellung und einer Publikation aufbereitet, um in einer mehrjährigen Vermittlungstätigkeit andere Entscheidungsträger zu inspirieren.
Bisher wurden 31 Gemeinden und eine Region mit dem Baukulturgemeinde-Preis sowie 9 Personen bzw. Initiativen mit einem Sonderpreis ausgezeichnet.

### 2021
Unter dem Motto „Boden g’scheit nutzen!“ stand beim Baukulturgemeinde-Preis 2021 erstmalig der innovative Umgang mit Grund und Boden im Mittelpunkt. Gesucht wurden Gemeinden, die sorgsam mit ihren Flächen umgehen und mit intelligenten Projekten das Leben in ihrer Mitte stärken. Initiativen des Sonderpreises beweisen, dass das Engagement auch abseits der Kommunen groß ist.
Ausgezeichnet wird ein langjähriger Prozess der zu nachhaltig lebenswerten Orten führt – durch aktive Ortskernstärkung, qualitätvolles Bauen im Bestand, klimabewusste Entsiegelung und Begrünung, guter Bürgerbeteiligungsprozess, fortschrittliche Mobilitätskonzepte, konsequentes Einsetzen von Raumplanungsinstrumenten, Qualitätvolle Architektur durch Gestaltungsbeiräte und eine Wettbewerbskultur.
- Preise: Feldkirch (Vorarlberg); Göfis (Vorarlberg); Mödling (Niederösterreich); Thalgau (Salzburg)
- Anerkennungen: Andelsbuch (Vorarlberg); Nenzing (Vorarlberg); Innervillgraten (Tirol); Trofaiach (Steiermark)[4]
- Sonderpreise: Verein Lebensraum Land um Laa (Niederösterreich); Regionalentwicklungsverein Römerland Carnuntum (Niederösterreich); architektur:lokal e. G. (Tirol); Bodenfreiheit (Vorarlberg); vau | hoch | drei (Vorarlberg); Benjamin Altrichter (Niederösterreich); Projektentwicklungsgemeinschaft Central Wohnen (Stmk); Initiativgruppe Kanaltaler-Siedlung Villach (Kärnten); Julia Schmid (Salzburg)[5]
- Jury Baukulturgemeinde-Preis: Sibylla Zech & Helena Linzer (Vorsitz), Aglaée Degros, Arnold Hirschbühl, Arthur Schindelegger, Werner Krammer, Reiner Nagel, Alfred Riedl, Thomas Weninger
- Jury Sonderpreis: Maik Novotny & Elsa Brunner & Sigrid Horn (Vorsitz), Hans-Peter Bock, Andreas Koop, Annalisa Mauri, Michael Pelzer[6]

### 2016
- Preise: Krumbach (Vorarlberg); Lustenau (Vorarlberg); Ybbsitz (Niederösterreich)
- Anerkennungen: Ernsthofen (Niederösterreich); Fließ (Tirol); Moosburg (Kärnten); Velden (Kärnten); Region Südsteiermark[7]
- Jury: Roland Gnaiger (Juryvorsitz), Ulrike Böker, Anca Carstean, Alfons Dworsky, Nikolaus Juen, Günter Koberg, Josef Mathis, Helmut Mödlhammer – vertreten durch Nicolaus Drimmel, Sabrina Plursch, Erwin Rinderer, Geli Salzmann, Robert Schabus, Susanne Schmall, Anne Schmedding, Johann Stixenberger, Sibylla Zech, Michael Zimper – vertreten durch Hans Braun.[8] Die zugehörige Publikation und Wanderausstellung trägt den Namen Baukultur gewinnt.

### 2012
- Preise: Hopfgarten in Defereggen (Tirol); Lauterach (Vorarlberg); Ottensheim (Oberösterreich)
- Anerkennungen: Hittisau (Vorarlberg); Klaus (Vorarlberg); Neckenmarkt (Burgenland), Röthis (Vorarlberg), Waidhofen an der Ybbs (Niederösterreich)[9]

- Jury: Roland Gnaiger, Friedrich Achleitner, Nicolaus Drimmel, Alfons Dworsky, Theres Friewald-Hofbauer, Nikolaus Juen, Sigrid Kurz, Josef Mathis, Erich Raith, Agnes Schierhuber, Susanne Schmall, Bernd Vogl, Helmut Wallner und Sibylla Zech[10]

Das Motto der zugehörigen Publikation und Wanderausstellung „Baukultur machen Menschen wie du und ich“ verweist auf die aktiven und engagierten Menschen als Vordenkerinnen und Vordenker für Weiterentwicklung.

### 2009
- Jury: Roland Gnaiger, Christoph Luchsinger, Friedrich Achleitner, Nicolaus Drimmel, Theres Friewald-Hofbauer, Christiana Hageneder, Erich Raith, Reinhard Seiß, Christa Wagner und Ute Woltron[11]
- Preise: Zwischenwasser (Vorarlberg), Hauptpreisträger; Haag (Niederösterreich); Haslach an der Mühl (Oberösterreich); Hinterstoder (Oberösterreich); Kals am Großglockner (Osttirol); Langenegg (Vorarlberg); Schlierbach (Oberösterreich); Schrems (Niederösterreich)[12]